# Попов, Сергей Васильевич
Сергей Васильевич Попов (1926 — 6 августа 1978, Москва, РСФСР) — советский партийный и государственный деятель, первый секретарь Брянского областного комитета КПСС (1977—1978).

## Биография
Родился в 1926 году в селе Серповое. Член КПСС с 1955 года.
С 1941 года — на хозяйственной, общественной и политической работе. В 1941—1970 гг. — электрик на заводе в г. Туле, студент Воронежского сельскохозяйственного института, главный инженер МТС в Тамбовской, а затем Тульской областях, второй секретарь райкома партии, председатель
исполкома райсовета, начальник Тульского областного управления сельского хозяйства. 
С октября 1970 года по 1976 год работал председателем исполнительного комитета Тульского областного Совета. 27 октября 1977 года был избран первым секретарём Брянского областного комитета КПСС; работал в этой должности до своей смерти, последовавшей 6 августа 1978 года.
Избирался депутатом Верховного Совета РСФСР (1971).
Похоронен на Новодевичьем кладбище (9 участок, 4 ряд).

## Награды и звания
За свою трудовую деятельность был награждён тремя орденами Трудового Красного Знамени и медалями.